# Dusters de Broome County
Les Dusters de Broome County sont une équipe professionnelle américaine de hockey sur glace qui a joué dans la North American Hockey League de 1973 à 1977.